# Tarik Éditions
Tarik Éditions est une maison d'édition marocaine indépendante, fondée en 1999 par Bichr Bennani et Marie-Louise Belarbi,. Tarik Édition est engagée depuis sa création dans tous les débats qui animent la société contemporaine (droits de l'homme , économie , environnement). Elle publie de la littérature française et étrangère, des essais , des romans , des beaux livres et des ouvrages de sciences humaines, entre autres,.

## Historique
Tarik Éditions fait partie de l'alliance internationale des éditeurs indépendants. Sa ligne éditoriale explore principalement des thèmes sensibles liées à la mémoire, à la politique et à l'histoire de la société marocaine. En outre, depuis sa création, avec plus de 100 titres inscrits à son catalogue dont des co-édités avec des éditeurs français et maghrébins pour en assurer une bonne distribution de chaque côté de la Méditerranée comme Fouad Laroui, Mohammed Khaïr-Eddine, Ahmed Marzouki, Driss Ksikes, Mehdi Bennouna, Abdelhak Serhane, Noam Chomsky et Mohamed Leftah. La maison d’édition s’est vue délivrer de nombreux prix littéraires notamment 4 Prix Grand Atlas,.